# Saxon (véhicule)
Pour les articles homonymes, voir Saxon.
Le Saxon est un véhicule de transport de troupes blindé à roues.

## Historique
C'est un véhicule construit par Bedford M-Serie pour l'armée britannique.
Il a été vendu à l'armée ukrainienne en 2014, Richard Dannatt, général U.K. a qualifié cette vente d'immorale, le véhicule étant dépassé pour un tel conflit.

## Pays utilisateurs

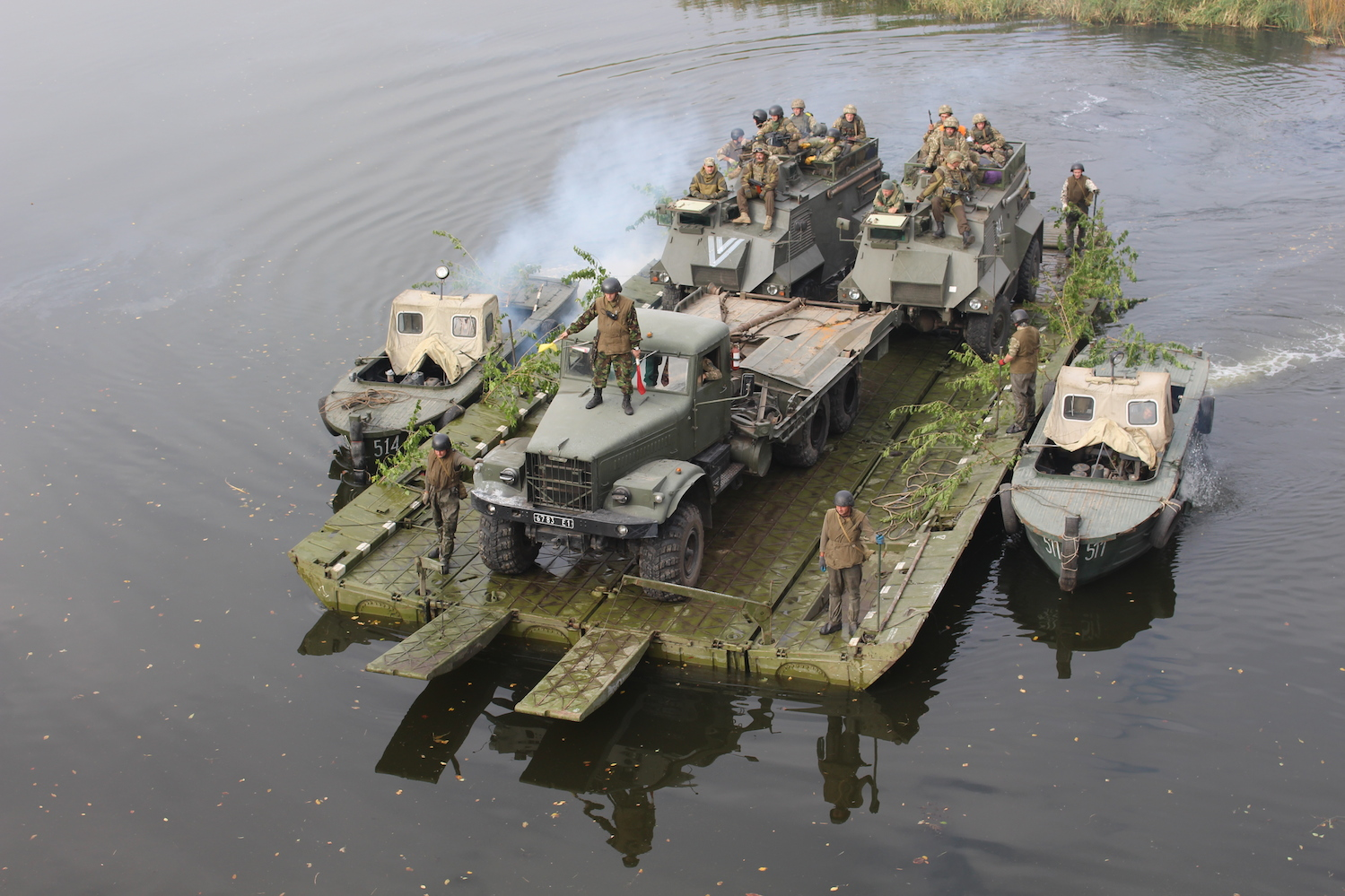
Des 75 AT104 vendus à l'Ukraine en 2014 utilisés par la 25e brigade d'assaut aérien.

- Irak
- Oman
- Royaume-Uni